# Lijst van badplaatsen in Brazilië
Hieronder staat een alfabetisch gerangschikte lijst met badplaatsen en stranden in Brazilië:

## A
- Angra dos Reis
- Arraial d'Ajuda

## B
- Balneário Camboriú
- Boa Vista (Roraima)
- Búzios

## C
- Cabo Frio
- Caraguatuba (gemeente)
- Copacabana (Rio de Janeiro)

## F
- Fernando de Noronha (eiland)
- Flamengo (wijk)
- Florianópolis
- Fortaleza (gemeente)

## I
- Ilha Grande
- Ilhéus
- Ipanema (wijk)
- Itanhaém

## J
- João Pessoa

## L
- Leblon

## M
- Maceió (gemeente)
- Morro de São Paulo

## N
- Natal (Brazilië)

## O
- Olinda

## P
- Paraty
- Ponta Negra
- Porto de Galinhas
- Porto Seguro
- Praia do Forte (Santa Catarina)
- Praia Grande (São Paulo)

## R
- Recife
- Rio Grande (Rio Grande do Sul)
- Rio de Janeiro (stad)

## S
- Salvador (stad)
- Santos

## U
- Ubatuba

Australië ·
België ·
Brazilië ·
Egypte ·
Frankrijk ·
Israël ·
Mexico ·
Nederland ·
Portugal ·
Spanje ·
Turkije .
Verenigde Staten